# Fall River (Wisconsin)
Fall River – wieś w Stanach Zjednoczonych, w stanie Wisconsin, w hrabstwie Columbia.